# N45 (België)
De N45 is een onvolledige expresweg tussen Aalst en Geraardsbergen. Deze weg zou samen met de N41, die tevens niet volledig gerealiseerd is, deel uitmaken van een grote, regionale, noord-zuid-as in het oosten van de provincie Oost-Vlaanderen.

## Tracé
De weg begint als viervaksweg in Aalst en loopt over enkele deelgemeenten van Denderleeuw richting Ninove. Ten noorden van Ninove loopt de N45 ongemerkt over in de N28, die fungeert als de oostelijke omleiding rond Ninove. Ten zuidwesten van Ninove, vanaf de N8, is de weg voor een kort stuk verder gerealiseerd richting Geraardsbergen als tweevaksweg. Wel werd hier ruimte voor een viervaksexpresweg voorzien. Dit korte vak eindigt abrupt op de lokale N460 nabij Idegem. In het kader van het Ruimtelijk Structuurplan Vlaanderen werd besloten de 'ontbrekende' delen van de N45 niet meer aan te leggen. Ook zal de aanvankelijk voorziene verbreding van het korte zuidelijke deel niet worden uitgevoerd.

## Planning
De N45 werd in 1977 gepland als expresweg ter vervanging van een autosnelweg A9, die de zuidelijke steden van de provincie Oost-Vlaanderen (Geraardsbergen, Ninove, Ronse, Oudenaarde) moest ontsluiten. De N45 zou van Aalst vertrekken om dan ten westen van Ninove en ten noorden van Geraardsbergen tot Brakel te gaan. Van Brakel konden Ronse en Oudenaarde via secundaire wegen (respectievelijk de N48 en de N8) gemakkelijk bereikt worden. Met een aansluiting op de A10 richting Brussel zou het zuiden van Oost-Vlaanderen zo ondanks het verdwijnen van de A9 toch een vlotte verbinding met de hoofdstad krijgen. Het tracé staat aan het begin van de 21e eeuw nog steeds op de gewestplannen, met een noordwestelijke omleiding van Ninove (tussen Nederhasselt en Outer) en een passage even ten noorden van huidige Aalstsesteenweg in Idegem. Het feit dat de N45 niet is gerealiseerd als noordwestelijke omleiding van Ninove veroorzaakt dagelijks verkeerschaos op de N28 en de N8, de oostelijke en respectievelijk zuidelijke omleiding van Ninove.
De verlenging van de N45 ten westen van de N42 (een rechtgetrokken N493 tot de N48) in Brakel) staat nog steeds ingetekend op het gewestplan van Geraardsbergen. Bij een herziening van het gewestplan in 1999 werd deze rechttrekking van de N493 op de grondgebied van de gemeente Brakel verwijderd ter uitvoering van een vernieuwde visie op ruimtelijke planning in het Ruimtelijk Structuurplan Vlaanderen (RSV). In het RSV werd de visie uit 1977 verlaten. De N45 werd slechts geselecteerd als primaire weg tussen Aalst en Ninove (N8). De noordwestelijke omleiding en de verlenging tot Brakel werden hierbij verlaten. In plaats hiervan worden Oudenaarde en Ronse via de N60 (en de A8 voor Ronse) ontsloten en Geraardsbergen via de N42.

## Plaatsen langs de N45
- Aalst
- Erembodegem
- Welle
- Denderhoutem
- Iddergem
- Ninove
- Appelterre-Eichem
- Smeerebbe-Vloerzegem
- Idegem